# مايك ميتكالف (لاعب كرة قاعدة)
مايك ميتكالف (بالإنجليزية: Mike Metcalfe)‏ هو لاعب كرة قاعدة أمريكي، ولد في 2 يناير 1973 في كوانتيكو في الولايات المتحدة.

## وصلات خارجية
- مايك ميتكالف على موقعبيزبول رفرنس.كوم (الدوري الرئيسي) (الإنجليزية)
- مايك ميتكالف على موقعبيزبول رفرنس.كوم (الدوري الثانوي) (الإنجليزية)